# Chworościany
Chworościany (xfɔrɔɕˈt͡ɕanɨ) est un village polonais de la gmina de Nowy Dwór dans le powiat de Sokółka et dans la voïvodie de Podlachie.
Il se situe à environ 25 kilomètres au nord de Sokółka et à 63 kilomètres au nord-est de Białystok.